# Spörerminimum

^{14}C als Indikator der Sonnenaktivität der letzten 1100 Jahre: Nach 20 bis 60 Jahren sind die durch Aktivitätsmaxima hervorgerufenen Minima der ^{14}C-Entstehung mit Hilfe der Radiokohlenstoffmethode nachweisbar.

Das Spörerminimum (nach dem deutschen Astronomen Gustav Spörer) ist eine Periode besonders geringer solarer Aktivität im Zeitraum zwischen 1420 und 1570, mit einem Schwerpunkt zwischen 1460 und 1550. Da der Zeitraum vor der Beobachtung von Sonnenflecken liegt, lässt sich das Minimum nur indirekt durch den 14C-Gehalt in Baumringen dieser Periode nachweisen.
Das Spörerminimum markiert nach verbreiteter Auffassung den Beginn der sogenannten Kleinen Eiszeit, einer Periode mit einem kühleren Erdklima, die sich noch über das folgende Maunderminimum (1645–1715) bis zum Daltonminimum (1790–1830) erstreckte. Verringerte solare Intensität resp. starke Schwankungen derselben wird als ein möglicher Faktor für die Abkühlung angesehen.
Das Spörerminimum wurde neben Vulkanausbrüchen als Ursache mehrerer kalter Winter (siehe Wetteranomalien der 1430er Jahre) vermutet, die Ernteausfälle und eine Hungersnot in den Jahren 1437–1439 auslösten. Die Kälte dauerte ungewöhnlich lang und setzte bereits im Frühherbst wieder ein, so dass sich die Vegetationsperiode erheblich verkürzte. Umfangreiche Ernteausfälle trafen Mitteleuropa, das Ähnliches seit einem Jahrhundert nicht mehr erlebt hatte, unvorbereitet und führten zur schwersten europäischen Hungersnot des 15. Jahrhunderts. Die kurzen Sommer der Jahre waren hingegen ungewöhnlich warm. Dieser Gegensatz zwischen Winter- und Sommertemperaturen spricht gegen eine geringe Sonnenaktivität als Ursache der Wetteranomalien und deutet eher auf interne Schwankungen des Klimasystems hin.